# Duncan Regehr
Duncan Regehr (Lethbridge (Alberta), 5 oktober 1952) is een Canadees acteur, kunstenaar en schrijver.

## Biografie
Regehr maakt zijn acteerdebuut in 1979 in de Canadese televisieserie Matt and Jenny. In 1981 speelde hij in de Amerikaanse serie Goliath Awaits naast Christopher Lee, Eddie Albert en John Carradine. Zijn grootste rol was die van Zorro in de 88-delige televisieserie Zorro (1990-1993). Naast acteur is Regehr ook kunstenaar, wiens werken ook buiten de Verenigde Staten bekend zijn. 

## Beknopte filmografie
- Goliath Awaits, 1981
- The Monster Squad, 1987
- Zorro, 1990-1993
- Flying Virus, 2001

- Biblioteca Nacional de España: XX4974880
- Bibliothèque nationale de France: cb14219584p (data)
- Gemeinsame Normdatei: 1138648566
- International Standard Name Identifier: 0000 0000 8149 1235
- Library of Congress Control Number: n94048992
- Nederlandse Thesaurus van Auteursnamen: 138488355
- Système universitaire de documentation: 131455478
- Union List of Artist Names: 500197262
- Virtual International Authority File: 69141510
- WorldCat: E39PBJcR8QqGxtYqfBdp6d4g8C